# كليفلاند غرين
كليفلاند غرين (بالإنجليزية: Cleveland Green)‏ هو لاعب كرة قدم أمريكية أمريكي، ولد في 11 سبتمبر 1957 في بولتون في الولايات المتحدة.